# 佐野玲於
佐野 玲於（さの れお、1996年1月8日 - ）は、日本のダンサー、俳優。GENERATIONS from EXILE TRIBEのメンバー。
愛知県蒲郡市出生、東京都中野区出身。身長170cm。血液型A型。

## 略歴
愛知県蒲郡市で生まれたが、生まれてすぐに東京へ移った。4歳で愛知県に戻ったが、小学2年の途中から再び東京で暮らす。
8歳からダンススクールに通う。
2006年、師匠として慕うダンサーのJUNが、AKIRA、TETSUYA、NAOKIらとKRUMPのダンスチームRAG POUNDを結成し、佐野も加入した。その流れでEXPG東京校に通い始めた。
2011年4月、EXPG内のオーディションでGENERATIONSの候補メンバーに選ばれ、同年7月から候補メンバーとして始動。2012年4月に正式メンバーとなる。

## 人物
- 一人っ子である[7]。母子家庭で育った[7]。
- 2014年、「EXILE PERFORMER BATTLE AUDITION」にシード枠で参加したが、最終審査で落選した[8]。

## 出演

### テレビドラマ
- シュガーレス（2012年10月 - 12月、日本テレビ） - 向井司朗 (シロ) 役
- 隠蔽捜査（2014年1月 - 3月、TBS） - 竜崎邦彦 役
  - 今野敏サスペンス 隠蔽捜査 〜去就〜（2019年3月11日）
- GTO（2014年7月 - 9月、関西テレビ） - 宇佐美太一 役
- HiGH&LOW〜THE STORY OF S.W.O.R.D.〜（2015年10月 - 12月、日本テレビ） - タケシ 役[9]
  - HiGH&LOW Season2（2016年4月 - 6月）
- ナイトヒーロー NAOTO 第5話（2016年5月、テレビ東京） - エンディングダンス[10]
- PRINCE OF LEGEND（2018年10月 - 12月、日本テレビ） - 綾小路葵 役
- 生き残った6人によると（2022年8月 - 9月、MBS・TBS） - れんれん 役[11]
- インフォーマ（2023年1月20日 - 3月24日、関西テレビ） - 三島寛治 役[12]
- ケイジとケンジ、時々ハンジ。 最終話（2023年6月8日、テレビ朝日） - 阿久津守 役[13]
- 日本一の最低男 ※私の家族はニセモノだった 第1話・第2話（2025年1月9日・16日、フジテレビ） - 二階堂剣聖 役[14]

### 映画
- ROAD TO HiGH&LOW（2016年） - タケシ 役
  - HiGH&LOW THE MOVIE（2016年）
  - HiGH&LOW THE MOVIE 2 / END OF SKY（2017年）
  - HiGH&LOW THE MOVIE 3 / FINAL MISSION（2017年）
- 虹色デイズ（2018年） - 主演・羽柴夏樹 役[15][注 1]
- ハナレイ・ベイ（2018年） - タカシ 役
- PRINCE OF LEGEND（2019年） - 綾小路葵 役[16]
  - 貴族降臨 -PRINCE OF LEGEND-（2020年）

### 短編映画
- TIFFANY BLUE（2018年）
- その瞬間、僕は泣きたくなった-CINEMA FIGHTERS project-「GHOSTING」（2019年） - バク 役[17]
- 昨日より赤く明日より青く-CINEMA FIGHTERS project-「BLUE BIRD」（2021年）[18]

### 舞台
- 劇団EXILE「CROWN 〜眠らない夜の果てに〜」（2008年5月）
- BOOK ACT「もう一度君と踊りたい」（2019年9月・2020年2月[19]・10月[20]・2024年2月）[21]
- BOOK ACT「ヒーローよ 安らかに眠れ」（2022年1月）[22]

### 配信ドラマ
- 会社は学校じゃねぇんだよ 新世代逆襲編（2021年10月 - 12月、AbemaTV） - 佐藤健吾 役[23]
- インフォーマ -闇を生きる獣たち-（2024年11月7日 - 12月26日、ABEMA） - 三島寛治 役[24]
- わかっていても the shapes of love（2024年12月9日 - 30日、ABEMA・Netflix） - 生島琉希 役[25][26]

### 配信番組
- DANCER'S PRIDE（2016年12月25日・2017年1月8日、AbemaTV）[27]
- バブル DE ダベル（2022年4月 - 5月、Spotify） - MC[28]

### ラジオ
- CultureZ（2021年3月 - 2023年3月、文化放送） - 水曜パーソナリティ[29]

### CM
- モイスト・ダイアン「エクストラシャイン」（2015年）
- サマンサタバサジャパンリミテッド「Samantha Vega」（2015年）[30]
- ソフトバンク「スポナビライブ」（2016年）[31]
- 東京西川「Afit」（2017年 - ）
- 洋服の青山（2018年）
- NTTドコモ（2019年）[32]

### ミュージックビデオ
- レイザーラモンHG「YOUNG MAN」（2006年）[33]
- GReeeeN「HIGH G.K LOW 〜ハジケロ〜」（2007年）
- EXILE
  - 「時の描片 〜トキノカケラ〜」（2007年）
  - 「Choo Choo TRAIN」（2008年）
  - 「銀河鉄道999」（2008年）
- Love「片思い」（2010年）
- CRAZYBOY「PRIVATE PARTY」（2018年）[34]
- HONEST BOYZ 「TOKYO DIP feat. PHARRELL WILLIAMS」（2018年）[35]
- OKAMOTO'S「Dancing Boy」（2019年）[36]

### アニメ
- 『HiGH&LOW g-sword』アニメーションDVD付き特装版 フラッシュアニメ（2017年） - タケシ 役

### ゲーム
- PRINCE OF LEGEND LOVE ROYALE（2019年3月5日 - 2022年6月30日、iOS / Android） - 綾小路葵 役

### その他
- 西川「Home Makes」イメージキャラクター（2019年）[37]

## ライブ

### 参加
- EXILE LIVE TOUR 2025 "WHAT IS EXILE"（2025年5月17日 - 5月18日）

## 作品

### 参加作品
- PKCZ®「煩悩解放運動（REO REMIX）」（2021年10月22日）[38]
- PSYCHIC FEVER from EXILE TRIBE「Choose One (Remix) feat. ELIONE, Billy Laurent, REO」（2022年8月24日）[39]
- GENERATIONS from EXILE TRIBE「My Turn feat. JP THE WAVY」（2022年11月23日）

## 書籍

### 写真集
- さのさん（2018年11月15日）[40]